# Beppe Grillo

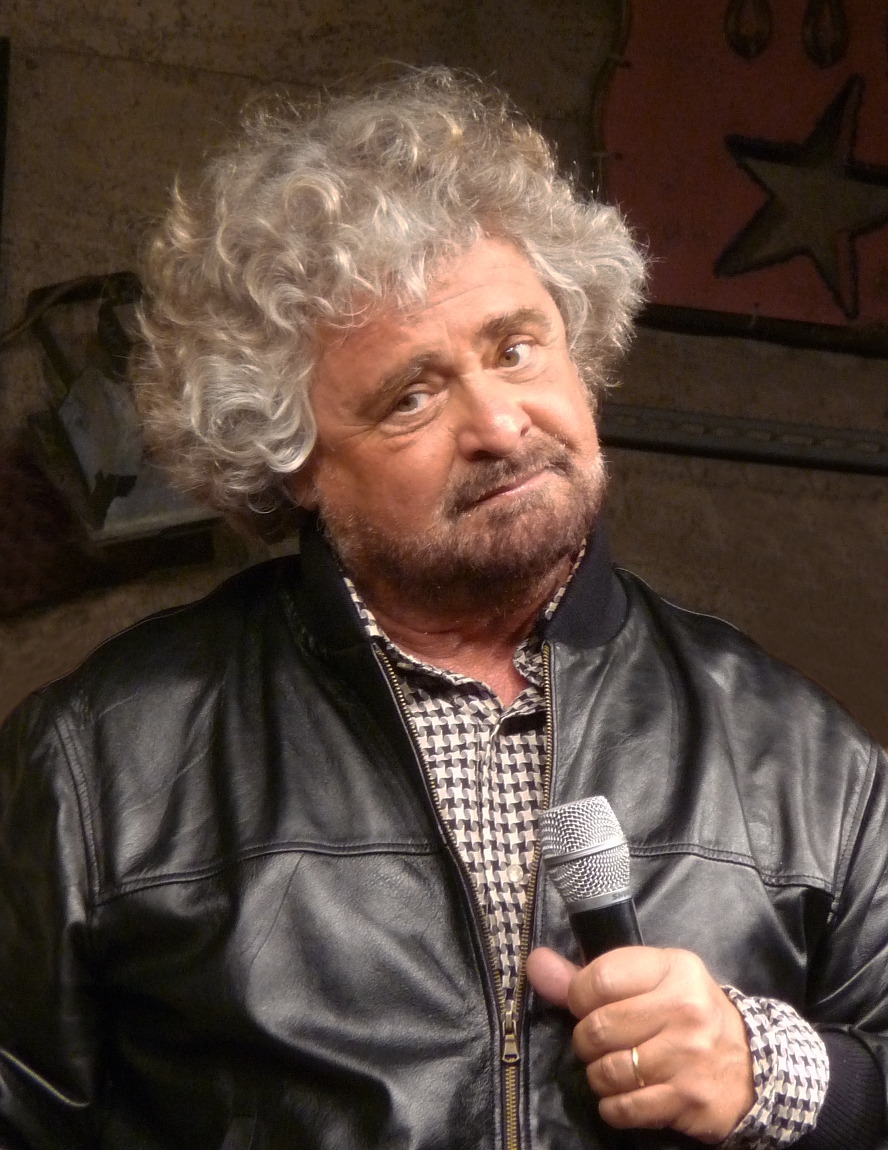
Beppe Grillo el 2009

Giuseppe Piero Grillo, més conegut com a Beppe Grillo (barri de San Fruttuoso, Gènova, 21 de juliol de 1948), és un humorista, milionari, actor, activista polític i bloguer italià. El seu bloc és un dels més seguits de tots els de llengua italiana. Va ser situat al setè lloc de la classificació mundial el 2009 per la revista Forbes. Grillo és el promotor d'un fòrum de discussió amb milers d'inscrits que s'anomenen comunament "grillini" o "amici di Beppe Grillo".
Ha inspirat diverses llistes cíviques que porten el seu nom i a l'octubre del 2009 capitanejà la naixença d'un nou partit polític: el Moviment 5 Estrelles.

## Biografia

### Inici de la seva carrera
Beppe Grillo va nàixer al si d'una família de classe mitjana. El seu pare, Enrico Grillo, dirigia una fàbrica de treball del metall (la Cannelli Grillo di Genova). Beppe es va diplomar en comptabilitat i encetà estudis universitaris a la facultat d'economia i comerç de la ciutat.
Treballà durant cert temps com a representant de comerç a l'àmbit del vestit i va ser aleshores quan casualment es descobrí una vocació d'humorista, mentre improvisava un monòleg durant un càsting. Més endavant, el 1977, quan feia un espectacle al cabaret milanès La Bullona, Pippo Baudo, un dels presentadors de televisió més famosos de l'estat italià, que presenciava l'acte es va adonar del potencial de Grillo i el va introduir al món de la pantalla petita.

### Anys vuitanta
Als anys vuitanta va ser protagonista dels programes: Te la do io l'America (1981) i Te lo do io il Brasile (1984), als quals es relatava la seva experiència personal durant la visita als Estats Units i Brasil, amb anècdotes i acudits al voltant de la cultura, l'estil de vida i la bellesa d'aquells llocs. Durant els anys successius va realitzar diversos programes, així com un famós anunci del iogurt Yomo

### Actualitat
El seu blog, en el qual expressa les seves opinions polítiques i socials, és el més visitat a Itàlia segons el motor de recerca Technorati.
El 2013 es presentà a les eleccions generals italianes.